# Gâmbuț, Mureș

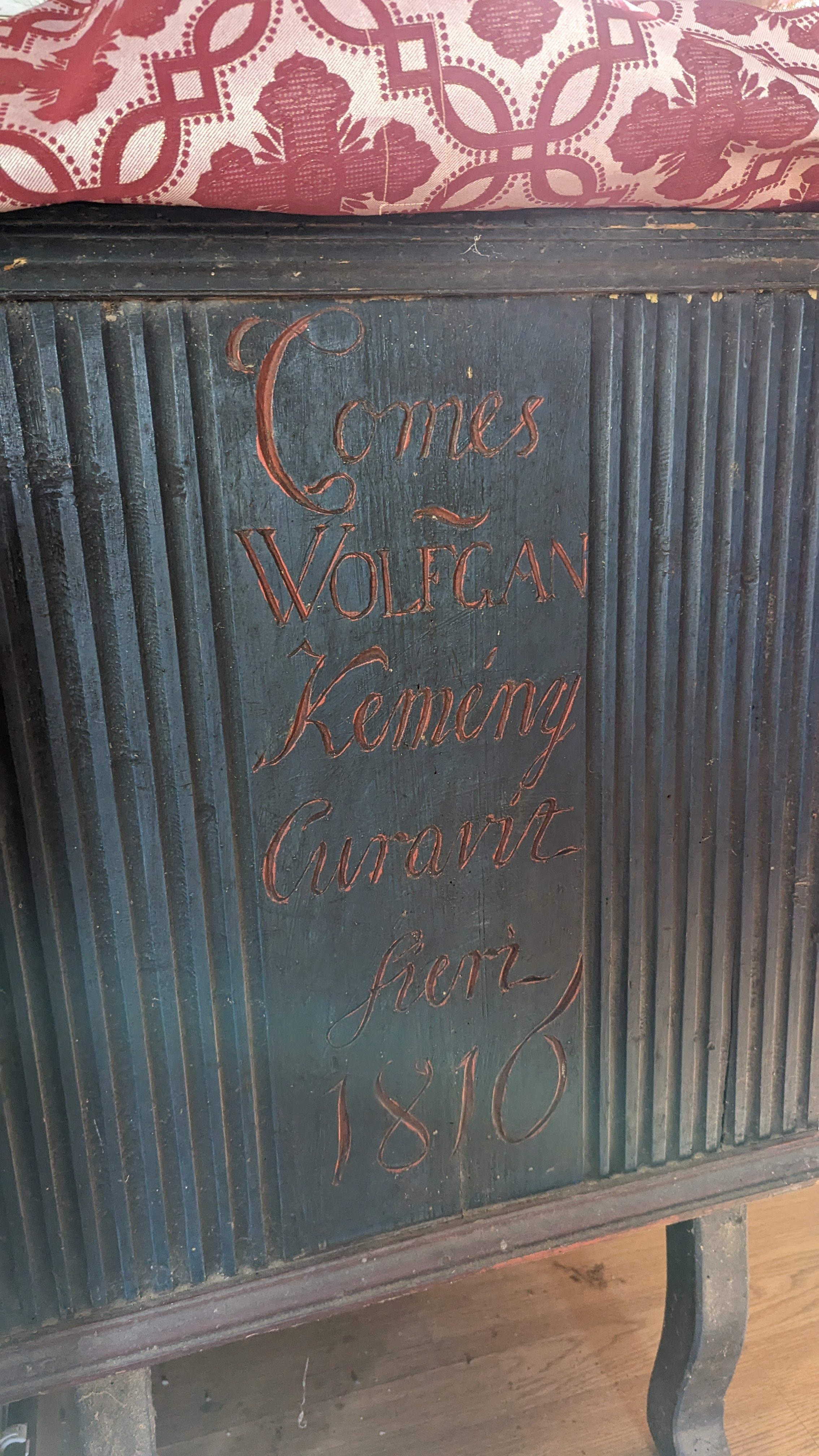
Mobilier original de la realizarea bisericii 1816

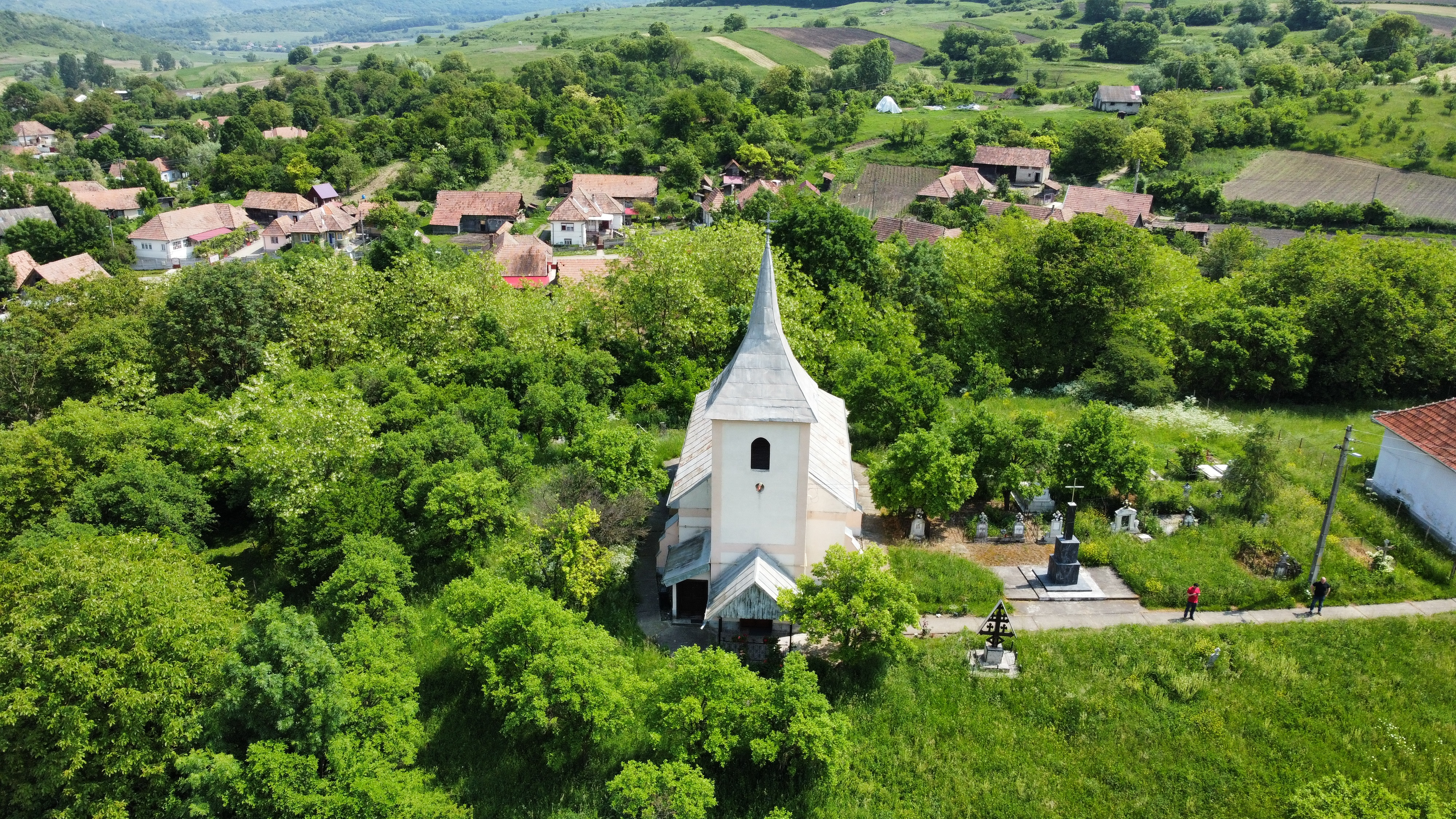
Biserica Ortodoxă Sfinții Arhangheli Mihail și Gavriil

Gâmbuț (în maghiară Gombostelke, în germană Buchenthal) este un sat în comuna Bichiș din județul Mureș, Transilvania, România.

## Istoric
Satul Gâmbuț este atestat documentar în anul 1299.

## Localizare

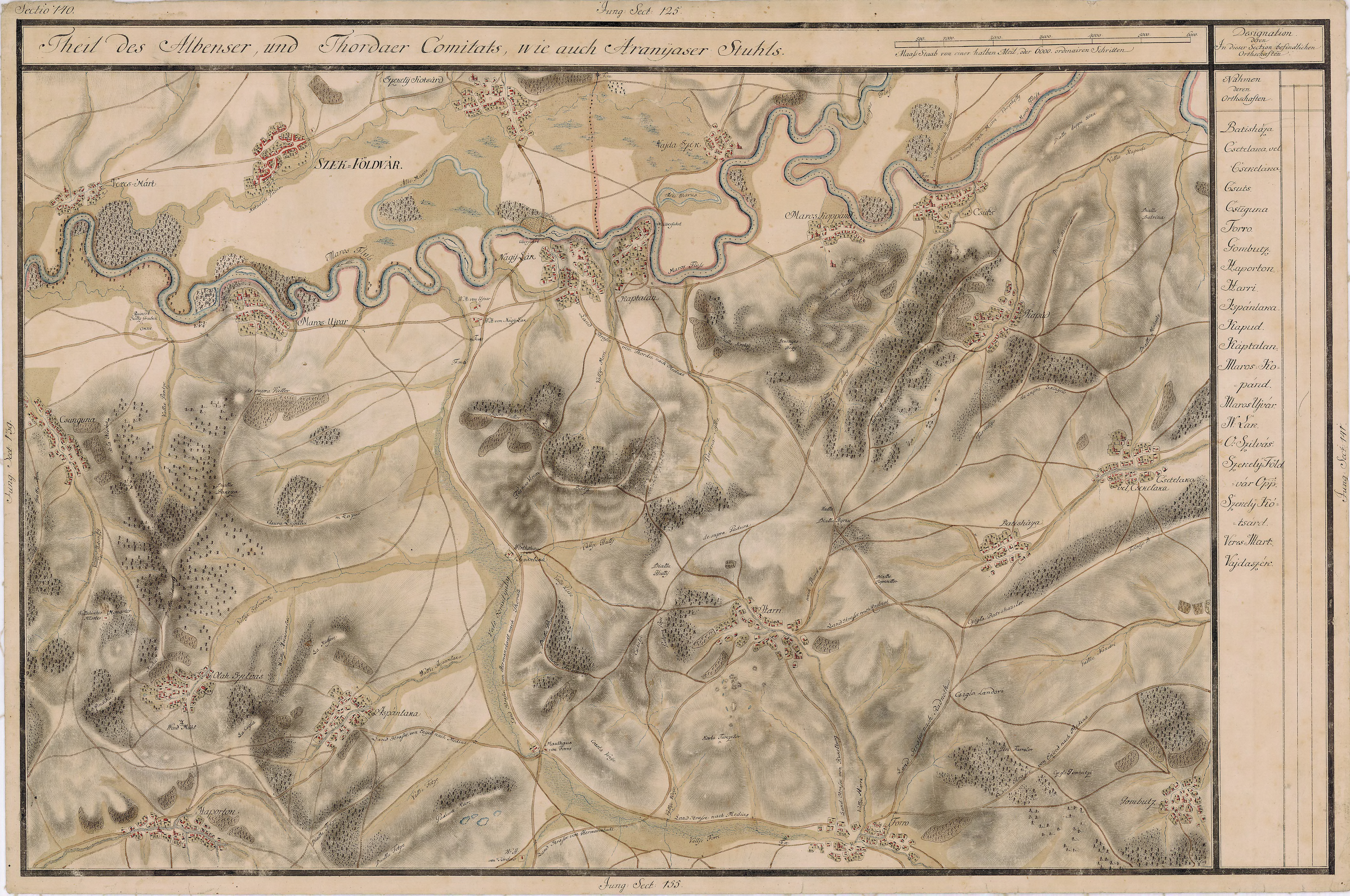
Gâmbuț în Harta Iosefină a Transilvaniei, 1769-73

Gâmbuțul se găsește în zona dintre pârâurile Ațîntiș și Fărău, al doilea din județul Alba, ambele afluenți ai Râului Mureș. Aici se poate ajunge pe drumul județean DJ107G de la Luduș, aproximativ 18 kilometri, sau din Târnăveni pe DJ107D la aproximativ 22 kilometri, însă trebuie trecută o porțiune de drum neamenajat de aproximativ 3 kilometri între zona pârâului Fărău și zona unde se situează satul.

## Populația
Evoluția demografică a satului Gâmbuț din 1850 până în 2022 este următoarea:
- 1850 - 644 locuitori, din care 614 români și 30 romi
- 1930 - 727 locuitori, din care 719 români și 8 maghiari
- 1992 - 210 locuitori, din care 201 români și 9 romi
- 2002 - 187 locuitori, din care 183 români, 3 maghiari și 1 rom
- 2012 - 150 locuitori, din care majoritar români, maghiari și romi
- 2022 - 126 locuitori, majoritar români.

### Structura confesională
- 1850 - 644 locuitori, din care 644 greco-catolici
- 1930 - 727 locuitori, din care 717 greco-catolici, 2 ortodocși, 8 reformați
- 1992 - 210 locuitori, din care 89 greco-catolici, 118 ortodocși și 6 neo-protestanți
- 2002 - 187 locuitori, din care 165 ortodocsi, 20 greco-catolici și 1 reformat
- 2012 - 150 locuitori, din care majoritar confesiunea majoritar ortodoxă
- 2022 - 126 locuitori, majoritar confesiunea ortodoxă.

Conform recensământului din 2022 în satul Gâmbuț locuiau 126 persoane în scădere față de cei 150 locuitori câți erau la recensământul anterior.  

## Personalități
- Sever Suciu - sculptor

## Obiective turistice și monumente

### Biserica Ortodoxă Sfinții Arhangheli Mihail și Gavriil
Biserică de zidărie construită în anul 1816, aceasta reprezintă punctul central al satului și cel mai important edificiu. 

## Note

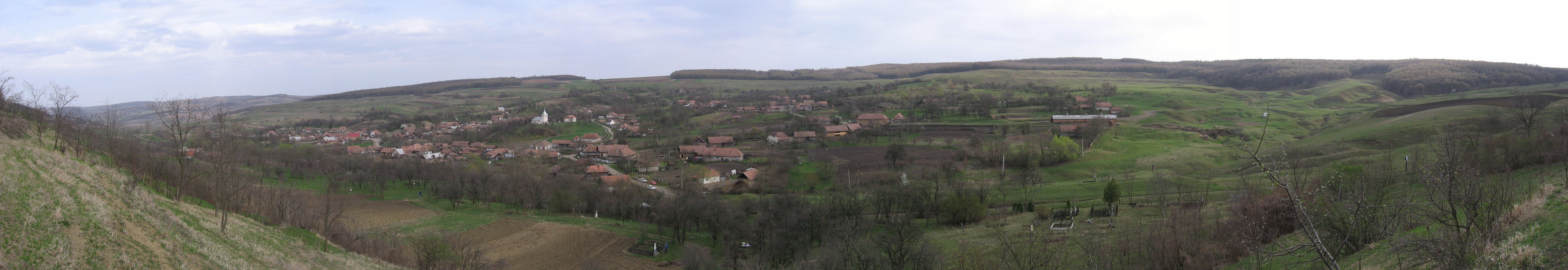
Imagine panoramică a satului